# Money Ain't a Thang
Money Ain't a Thang è il singolo di debutto del rapper statunitense Jermaine Dupri, estratto dall'album Life in 1472. È stato prodotto dallo stesso Dupri e vi ha partecipato Jay-Z.

## Informazioni
La canzone campiona il brano Weak at the Knees di Steve Arrington ed è stata nominata ai Grammy Awards 1999 per la categoria Best Rap Performance by a Duo or Group.
Il testo è stato scritto non solo da Jermaine Dupri & Jay-Z, ma anche da Steve Arrington, Charles Carter, Buddy Hank e Roger Parker.
Money Ain't a Thang ha raggiunto nella chart Billboard Hot 100 la posizione n.52, nella Hot R&B/Hip-Hop Songs la n.10 e nella Hot Rap Tracks la n.28. È inoltre presente in alcuni album e compilation di Jay-Z, quali Vol. 2... Hard Knock Life (come Bonus track), Chapter One: Greatest Hits e Greatest Hits.

## Tracce
Il titolo è riportato come Money Ain't a Thing solo nel singolo in vinile, ma non nel CD singolo e in qualsiasi altro album.

### CD
1. Money Ain't a Thang (Radio Edit) (4:16)
2. Money Ain't a Thang (Instrumental) (4:16)
3. Money Ain't a Thang (Acappella) (4:15)
4. Money Ain't a Thang (Call Out Hook No. 1) (:10)
5. Money Ain't a Thang (Call Out Hook No. 2) (:05)

### Vinile
Lato A
1. Money Ain't a Thing (LP Version) (4:18)
2. Money Ain't a Thing (Instrumental) (4:16)

Lato B
1. Money Ain't a Thing (Radio Edit) (4:16)
2. Money Ain't a Thing (A Cappella) (4:15)

### Classifiche settimanali
| Classifica (1998)        | Posizione massima |
| ------------------------ | ----------------- |
| Stati Uniti              | 52                |
| US Hot R&B/Hip-Hop Songs | 10                |
| US R&B/Hip Hop Airplay   | 8                 |
| US Rhytmic               | 24                |
| US Radio Songs           | 62                |